# Tipula trinitatis
Tipula trinitatis är en tvåvingeart som beskrevs av Alexander 1941. Tipula trinitatis ingår i släktet Tipula och familjen storharkrankar. Inga underarter finns listade i Catalogue of Life.